# أرسين ميليكيان
أرسين ميليكيان(الأرمينية: Արսեն Մելիքյան، من مواليد 17 مايو 1976 في يريفان، الأرمنية SSR) وهو رفع أثقال.
فاز ميليكيان بالميدالية البرونزية الأولمبية في الألعاب الأولمبية الصيفية لعام 2000. أصبح أول لاعب أولمبي من جمهورية أرمينيا المستقلة يفوز بالميدالية البرونزية الأولمبية ويفوز بميدالية أولمبية في رفع الأثقال. وفاز في وقت لاحق بميدالية برونزية في بطولة رفع الأثقال الأوروبية عام 2005.

## وصلات خارجية
- أرسين ميليكيان على موقع مشروع نتائج رفع الأثقال الدولية (الإنجليزية)
- أرسين ميليكيان على موقع IAT Database Weightlifting (الألمانية)
- أرسين ميليكيان على موقع أوليمبيديا (الإنجليزية)

- إيفانز, هيلاري; جيرد, أريلد; هيجمانز, جيرون; مالون, بل. "Arsen Melikyan". على موقع Sports-Reference.com (بالإنجليزية). سبورتس رفرنس.{{استشهاد ويب}}:  صيانة الاستشهاد: url-status (link)
- Arsen Melikyan at Lift Up